# Принтер
Принтерите (в миналото популярни като печатащи устройства) са компютърни периферни устройства, които служат за печат на хартия (понякога и на други материали) на документи, които могат да включват текст и изображения. Повечето принтери се използват като периферни устройства, прикачени с кабел само към един персонален компютър. Други принтери, известни като мрежови принтери, работят с вграден мрежов интерфейс (обикновено безжичен или Ethernet), като обслужват едновременно много потребители. Много съвременни принтери могат директно, от цифровия носител (мултимедийна флаш карта, USB флаш, скенер, цифров фотоапарат или камера), без връзка с компютър, да възпроизвеждат електронни документи. Принтер, комбиниран в едно устройство със скенер, факс и копир се нарича мултифункционално устройство.
Първият в света принтер, представляващ механично задвижван апарат, е изобретен от Чарлз Бабидж през 19 век.

## Видове принтери

### Каретков (Маргаритков) принтер
При тях се използва технология, подобна на ръчните пишещи машини – разположени в полукръг рамена, на чиито върхове са поставени печатащи букви в огледално изображение. Не могат да се използват за печат на нещо различно от текст, тъй като на рамената има само букви и цифри. Останалата част от технологията отново наподобява пишещите машини – при задвижване на всяко рамо, то удря листа хартия през намастилена лента и така се получава отпечатък. Този вид принтери е сравнително евтин и лесен за поддръжка и се отличава с изключително качество на отпечатаните текстови документи, но неговото приложение е ограничено и той бързо е изместен от мастиленоструйните си събратя. Скоростта му достига до 90 символа в секунда.

### Линеен принтер
Съществуват няколко разновидности линейни принтери, като самото им име ги обобщава относително. Първият тип е т.нар. барабанен, при който символите и цифрите са поставени на въртящи се ролки, събрани в общ барабан. За отпечатването на всеки символ „удря“ специфично чукче, когато символът се пада срещу листа хартия.
Вариация на тази тема е верижният линеен принтер. При него символите са подредени в последователен вид, свързани в обща верига. Отново при идването на определен символ чукчето го притиска към листа хартия и през мастилената лента той се отпечатва.
Друга разновидност на линейните принтери е т.нар. лостов линеен принтер. При него символите се намират на отделни лостчета с обща основа, която се движи наляво и надясно, поставяйки желания символ пред чукчето, след което то го притиска към листа.

### Матричен принтер
Принципът на действие е следният – в капсулована глава са поставени игли, задействани по магнитен път. При задействането на соленоида, управляващ съответната игла, тя се изстрелва напред и притиска мастилената лента към листа хартия, отпечатвайки по този начин пиксел. Ниската скорост на отпечатване и големият шум по време на самия процес са едни от главните недостатъци.
Матричните принтери се делят на 2 групи
1. Серийни – в тях печатащата глава съдържа игли, подредени във вертикала (колонка), и съответно електромагнитен механизъм за изстрелването им. (Броят на иглите може да бъде 1 колонка с 9 игли, 18 игли в 2 колонки или 24 игли в две колонки).
2. Линейни – за разлика от предния модел ползват чукчета вместо игли, които са подредени в хоризонтален ред. По този начин оформят печатащ модул. Той е монтиран върху така наречената совалка, която вибрира в хоризонтално направление. Така всяко чукче печата поредица от точки в хоризонтална линия за едно преминаване на совалката. Скоростта на печат се определя от броя символи за секунда и се измерва с единицата cps.

### Лазерен принтер
Има както черно-бели, така и цветни лазерни принтери. Принципът на действие при всички тях е следният. Специален въртящ се барабан се зарежда с електростатичен заряд, а след това лазерен лъч обрисува върху него текста или изображението, което трябва да се отпечата. На местата, на които лазерът е докоснал барабана, електростатичният заряд обръща своя знак. Следващата стъпка е нанасяне на тонера, който представлява фини полимерни прашинки, смесени с оцветител (например графитен прах) и притежаващи собствен електростатичен заряд. Там, където лазерният лъч е обърнал знака на заряда върху барабана, тонерът полепва по барабана, който впоследствие се притиска към листа хартия, пренасяйки тонера на него. Следващата стъпка е нагряването на листа, за да се разтопят полимерните частици на тонера, формирайки изображението или текста и прилепяйки го към хартията. Последната стъпка от процеса е автоматичното почистване на барабана от евентуалния остатъчен тонер по него чрез използване на електрически неутрално пластмасово острие. При черно-белите лазерни принтери се използва само касета с черен тонер, а цветните освен черния тонер използват и жълт, червен и син тонер.
Предимството на лазерните принтери като технология е изключително високата скорост на печат, комбинирана с превъзходно качество. В същото време цената на всяко копие остава ниска благодарение на факта, че тонерът не представлява технически сложен за изработка продукт. Недостатъците са високата цена на самите устройства, както и в необходимостта от замяна на отпечатващия барабан след определено време и цикли на работа, както и на тонеркасетите след свършване на тонера в тях, а цените за новите барабани и заредени тонер касети също не са ниски, особено на тези за цветните лазерни принтери.

### Мастиленоструен принтер
При него мастилото буквално се изстрелва към листа хартия. Това се извършва от самата глава, където стои и резервоара с мастило.
Вариантите за изстрелване на мастилото са два, като основната цел, която трябва да се постигне, е налягане в дюзата, така че мастилото да бъде изтласкано навън. При първия, се използва пиезокристал, и когато му бъде подадено напрежение, той осцилира, с което се изтласква мастило извън дюзата и към хартията, отпечатвайки по този начин точка. За отпечатването на цветно изображение е необходимо наличието на три печатащи дюзи, по една за всеки основен цвят. Едно от предимствата на този метод е възможността за използване на по широк кръг мастила, поради факта че в този случай няма нагряване.
Вторият метод се характеризира с названието термо-мастилена технология. За разлика от първия, за да се изстреля мастилото, то тук се нагрява рязко, предизвиквайки въздушен мехур в точката на нагряване, който изтласква рязко микрокапка мастило с висока скорост извън дюзата към листа хартия. След прекратяване на нагряването, въздушният мехур спада, позволявайки постъпването на нова доза мастило в тръбичката на дюзата, след което процесът се повтаря. Един от недостатъците на този метод е фактът, че мастилото трябва да е топлоустойчиво и да не променя качествата си след нагряване.
Предимства са ниската цена, малките обем и тегло на мастиленоструйните принтери.
Мастиленоструйните принтери имат няколко съществени недостатъка. Първият е запушването на печатащата дюза от мастилото, когато принтерът не се използва през по-дълъг период от време. Мастилото в дюзата засъхва и се втвърдява, след което почистването му обикновено е трудно.
Вторият основен недостатък е, че когато се изчерпа мастилото в някоя мастилница, се налага поставянето на нова, а цените на новите заредени с мастило консумативи обикновено са доста високи. Като алтернатива може празната мастилница да се зареди наново с мастило, но това не е възможно при всички марки и модели мастиленоструйни принтери, защото консумативите за някои модели включват чип, който наблюдава нивото на мастилото и не позволява мастилницата да бъде използвана повторно след свършване на мастилото в нея. В такъв случай след повторното презареждане с мастило чипът трябва да се рестартира или дори да се препрограмира, преди консумативът да може да се използва отново. При цветния печат има още един сериозен недостатък – цветовете се постигат при смесването на трите основни цвята – жълто, червено и синьо, и ако трите цвята са в една обща касета и някой от цветовете свърши преди другите два, се налага замяна на цялата мастилница.

### Термопринтери
Термопринтерите биват два основни вида – термодиректни и термотрансферни. Съществуват от края на 70-те години на ХХ век. Не притежават висока резолюция и печатат едноцветно, но са идеални за етикети и касови бележки, тъй като използват квадратни елементи, от които са съставени баркодовете, което ги прави много по-лесни за разчитане от баркод скенерите. При термопринтерите няма мастило в самия принтер, вместо това хартията за него е обработена със специален термочувствителен химикал, който при нагряване потъмнява. Освен за етикиращи машини и касови апарати, термопринтери се вграждат във факс апаратите.
Плюсове на термопринтерите:
- Цената за първоначална инвестиция, поддръжка и резервни части е ниска.
- Консумативите са най-евтини, най-разнообразни и най-издръжливи.
- Скорост – някои нови модели печатат със скорост до 10 инча в секунда, а повечето поддържат скорост от 4 до 6 инча в секунда. Също времето, необходимо за иницииране на печат е най-малко в сравнение с другите методи.
- По-простия строеж и липсата на тонер, осигуряват издръжливост и устойчивост
- Термопринтерите предлагат голямо разнообразие от свързаност, включващо USB, Ethernet и Serial.

Недостатъци:
- Нетрайност на печата – термопечатът изсветлява с времето, както и е чувствителен към висока температура.
- Не поддържа цветен печат, въпреки че за много етикети се ползват предварително напечатани цветни шаблони, върху които се нанася с термопринтер разнообразна информация (тегло, цени, дати, баркод и т.н.).

### Сублимационен принтер
Те спадат към класа на все още развиващите се принтери, които не са толкова популярни и се използват от определен кръг хора. Те са така наречените алтернативни технологии на принтиране. Използват се предимно за отпечтване на снимки от цифрови фотоапарати.
Сублимация е процесът на преход от твърдо вещество към парообразно състояние, без преминаване през междинна течна форма. При този тип принтери оцветителят е в твърдо агрегатно състояние и е нанесен върху носител от целофан. За разлика от другите устройства, тук имаме не три, а четири носителя – освен трите основни цвята, на четвъртия носител е разположен прозрачен лак, с който се запечатват готовите снимки.
Принципът на действие на сублимационните принтери е следният. Търсеното изображение е обработено от специфичен микропроцесор, който командва нагряващата глава. Отпечатването става чрез разполагане на основата над носителя на мастилото, след което благодарение на рязко нагряване от специфични нагреватели то сублимира, формирайки пиксел от изображението. За отпечатване на изображението се извършват четири цикъла – по един за всеки цвят, или сумарно три, и последен за ламиниране на готовия продукт.